# Jeruzsálem világörökségi helyszínei
Jeruzsálem óvárosa Jordánia javaslatára került fel a világörökségi listára.
| | Jeruzsálem óvárosa |
| 1981 |                    |
| Veszélyeztetett világörökségi helyszínek listájára került: 1982 |                    |
| Kulturális (II)(III)(VI) |                    |
| Hivatkozás: 148 |                    |
| Jeruzsálem három nagy világvallás, a kereszténység, a judaizmus és az iszlám szent városa. Több száz műemléke között mindhárom vallási közösség számára fontos helyszínek találhatók, a zsidóságnak a Templomhegy és a Siratófal, a keresztényeknek a Szent Sír-templom, a muszlimoknak pedig a Sziklamecset és az Al-Aksza-mecset. A hagyomány szerint az Első Templomot Salamon király idejében építették az i. e. 10. században, majd az i. e. 6. században a babilóniaiak lerombolták. I. e. 525-ben elkészült a Második Templom , amit az i. e. 1. században Nagy Heródes kibővíttetett, a bővítés része volt a ma is látható Siratófal. Ezt a templomot a rómaiak rombolták le az i. sz. 1. században. A 4. századtól a város keresztény fennhatóság alá került és a 335-ben elkészült a Jézus sírjának helyét jelölő Szent Sír-templom. Az arabok 638-ban elfoglalták Jeruzsálemet ezután emelték (a 7. század végén) a Sziklamecsetet és a 8. század elején az Al-Aksza- mecsetet. 969-ben a Fátimida dinasztia került hatalomra és ekkor lepusztították a zsinagógákat és a keresztény templomokat. 1099-ben keresztesek foglalták el, ezután újjáépítették a Szent Sír-templomot. 1187-ben muszlimok uralma alá került és a 17. századig török fennhatóság alatt állt. Jeruzsálemben a 13. század óta egyre több zsidó élt, akik az évszázadok során egyre nagyobb szerepet játszottak a város életében míg végül 1980-ban hivatalosan is Izrael fővárosa lett. |                    |